# Altaflorestamierpitta
De altaflorestamierpitta (Hylopezus whittakeri) is een zangvogel uit de familie Grallariidae. Deze vogel is genoemd naar de Britse ornitholoog Andrew Whittaker vanwege zijn verdiensten op het gebied van de kennis over vogels in het Amazonegebied.

## Verspreiding en leefgebied
Deze soort is endemisch in het zuidelijk-centrale deel van amazonisch Brazilië.